# Province du Nord (Zambie)
Pour les articles homonymes, voir Province du Nord.
La province du Nord, ou Province septentrionale, est une province du nord de la Zambie. Elle occupe environ le cinquième du territoire du pays. Elle comprend neuf districts, et a pour capitale provinciale Kasama. Les lacs Tanganyika, Bangweulu et Mweru Wantipa se trouvent en tout ou partie sur son territoire, ainsi que de nombreuses chutes d'eau dont les chutes de Kalambo, Lumangwe, Kabweleume, et Chishimba.